# Пенті Хемелайнен
Пенті Олаві Гямяляйнен (фін. Pentti Olavi Hämäläinen; 19 грудня 1929 — 11 грудня 1984) — фінський боксер, олімпійський чемпіон (1952), призер Олімпійських ігор та чемпіонатів Європи.

## Біографія
Народився 19 грудня 1929 року в місті Котка, провінція Кюменлааксо.
Шестиразовий чемпіон Фінляндії у найлегшій (1950, 1951), легшій (1952, 1953) та напівлегкій (1954, 1956) вазі.
Двічі, у 1951 та 1955 роках завойовував бронзові медалі на чемпіонатах Європи з боксу.
На літніх Олімпійських іграх 1952 року в Гельсінкі став олімпійським чемпіоном у легшій вазі, перемігши почергово Томаса Ніколса (Велика Британія), Генрика Недзведзького (Польща), Ленні фон Гревеніца (ПАС), Геннадія Гарбузова (СРСР) та у фіналі — Джона Макнеллі (Ірландія).
На літніх Олімпійських іграх 1956 року в Мельбурні (Австралія), змагаючись у напівлегкій вазі, переміг Мартіна Сміта (Ірландія), Бернхарда Шрьотера (Німеччина), Яна Загару (ЧССР). У півфіналі поступився британцю Томасу Ніколсу.
Після закінчення Олімпійських ігор 1956 року перейшов до професійного боксу, але значних досягнень не мав. У 1959 році залишив бокс. Працював слюсаром, був поліцейським.
Помер 11 грудня 1984 року в рідному місті.